# 阿弗利根
阿弗利根是瑞士的城鎮，位於該國中部，由伯恩州負責管轄，面積2.03平方公里，海拔高度497米，2011年人口1,042，八成人口信奉基督教，人口密度每平方公里513人。